# Judit Ribas Duró
Judit Ribas Duró (San Julián de Loria, Principado de Andorra, 3 de marzo de 1962 - Villeneuve-sur-Lot, Francia, 30 de diciembre de 2009) fue una filósofa, pedagoga, escritora y activista andorrana especialmente conocida por su trabajo solidario en la campaña de educación y alfabetización en Nicaragua y su compromiso con comunidades cristianas de base del país. Fue coautora de diversos cuadernos pedagógicos de la Universidad Centroamericana de Managua. 

## Biografía
Nació en el municipio andorrano de San Julián de Loria en 1962. Participó en el movimiento juvenil de Andorra
Obtuvo el Certificate of Proficiency in English en 1984 y la licenciatura en filosofía por la Universidad de Barcelona en 1985 realizando a su vez la carrera de piano en el conservatorio de música de Barcelona. De 1985 a 1987 ejerció como profesora de inglés en el Colegio Lestonnac de Barcelona. 
Tras tomar contacto con el consulado de Nicaragua en Barcelona y conocer la campaña de alfabetización que el gobierno sandinista estaba empezando a desarrollar, en 1987 se trasladó a Nicaragua, con su marido Jordi Corominas, para trabajar como voluntaria en educación de menores y adultos. De 1987 a 1990 fue maestra de secundaria en el instituto público San Carlos Borromeo de San Carlos  (Rio San Juan) en el sur de Nicaragua, cerca de la frontera con Costa Rica como profesora de inglés y creó  la biblioteca La Huaca, la primera biblioteca de la región activa entre 1987 y 1990. Posteriormente se trasladó a la capital, donde de 1990 a 1996 fue profesora de filosofía en la UCA, Universidad Centroamericana de Managua donde escribió diferentes cuadernos pedagógicos y participó en la creación y el desarrollo del seminario Zubiri-Ellacuría de Managua (Nicaragua). En este periodo vivió en el barrio René Cisneros de Managua donde enseñó música y se involucró en el desarrollo comunal.
En 1997 se trasladó con su familia a El Salvador, donde de 1997 al 2001 fue profesora de filosofía en la Universidad Centroamericana José Simeón Cañas de San Salvador y continuó su tarea musical en Antiguo Cuscatlàn. A raíz de los terremotos de El Salvador del año 2001 regresó a Europa estableciendo su residencia en   Villeneuve-sur-lot, Francia. En esta localidad continuó sus actividades musicales, fue profesora de español, participó en proyectos de integración de la comunidad harki en Francia y fue dirigente de la asociación UNAFAM en el departamento del Lot y Garona. Tras su muerte se creó la asociación Música para vivir, Judit Ribas, para proseguir su legado.

## Posiciones
Ribas, colaboraba con las comunidades cristianas de base en Nicaragua y mantenía una posición crítica con la jerarquía eclesiástica y su apoyo a la "contra" nicaragüense.  También cuestionaba el liberalismo y defendía las relaciones humanas como clave para construir un mundo mejor defendiendo a los teólogos de la liberación frente posiciones como las de Michael Novak quien sostiene que "el capitalismo ayuda mejor a los pobres que las sociedades precapitalistas o socialista". Las posiciones críticas con Novak provocaron la reacción del Consejero de información y Cultura de la Embajada de Estados Unidos en Nicaragua quien contacto con Ribas para debatir sobre la concepción del capitalismo.

## Publicaciones

### Libros
- Y se ensuciaron las manos: Brigado Benicio Herrera Jerez, una brigada de maestros en la revolución. Judit Ribas, Alberto González, Jorge Corominas. Centre Unesco de Catalunya, 1989.[11]

- Identidad y pensamiento Latinoamericano, Judit Ribas y Jorge Corominas UCA, Managua, 1992.[12]

- Voluntad de vida : ensayos filosóficos por Alvarado Pisani, Jorge L; Ruíz, Santiago; Muñoz, Marco A; Barrajón, Angel; Silva, Erwin; Ribas Duró, Judit; Corominas, Jorge; Pasos, Ricardo; González, Moisés D; González, Antonio. -- Seminario Zubiri-Ellacuría (1993 : Managua, Nicaragua).
- Voluntad de arraigo: ensayos filosóficos. Seminario Zubiri-Ellacuría (1993 : Managua, Nicaragua). Autoría:  Alvarado, Rolando; Membreño, Marcos; Pasos, Ricardo; Corominas, Jordi; Drösher, Barbara; Miele, Gianpaolo; Muñoz, Marcos Antonio; Gracia, Diego; Cabrera, Martha; Suazo, Balbino; Fernández, Mercedez; Gordillo, Alicia; Ribas, Judith. --  Editor: Managua : Centro de Electrónica, Departamento de Filosofía e Historia, UCA, 1994

### Traducciones
- Winnie el Pu, (traducción), Barcelona: La Magrana, 1988, ISBN: 8474103673
- La casa al Passeig d'en Pu, (traducción) Barcelona: La Magrana, 1993, ISBN: 978-84-7410-689-3
- Comandant Barbara (traducción), Barcelona: Institut del teatre, 1996, ISBN: 84-7794-425-3

- Proslogion (traducción y notas), Madrid: Tecnos, 1998, ISBN: 84-309-3131-7

### Artículos
- Un campesino mexicano en Nicaragua. Entrevista realizada por Jordi Corominas, Judit Ribas, Joan Albert y Dolors (1987).[13]
- Acerca de los diferentes sentidos de "poder". Tercer Encuentro Mesoamericano de Filosofía. Guatemala 1997.  Año XIX Volumen I.[14]

- Moralidad, cristiandad y mercado. Respuesta a Mr. Novak  Nuevo Amanecer 27 de febrero de 1992. Judit Ribas y Jorge Corominas.

### Cuadernos de filosofía
Fue coautora en 1991- 1992 con Jorge Corominas para el programa: R. Pasos del Departamento de Filosofía de la Universidad Centroamericana:
- El Universo
- La evolución
- El Logos. El origen de la Filosofía
- La Ciencia
- La libertad Cuaderno n.º 7

## Reconocimiento póstumo
- Como homenaje a su memoria se creó la "Asociación Música para vivir Judit Ribas" con el apoyo de la Fundación Julià Reig. Localizada en el Principado de Andorra. La asociación desarrolla desde 2011 un proyecto musical comunitario con actividades de música gratuitas en el barrio René Cisneros de Managua.[15]